# Kaiser-Meyer-Olkin-Kriterium
Die Anti-Image-Korrelationsmatrix bildet in der Faktorenanalyse die Grundlage zur Prüfung, ob ein Datensatz mit {\displaystyle m} Indikatoren (Variablen) sich durch Faktoren darstellen lässt. Daraus abgeleitet werden die Prüfgrößen
- Measure of sampling adequacy (auch MSA), die angibt, ob ein bestimmter Indikator in die Faktorenanalyse einfließen sollte und
- Kaiser-Meyer-Olkin-Kriterium (auch KMK oder KMO), das angibt, ob ein Datensatz für eine Faktorenanalyse geeignet ist.

Sind die Daten approximativ multivariat normalverteilt, so kann auch der Bartlett-Test auf Sphärizität zur Prüfung, ob ein Datensatz für die Faktorenanalyse geeignet ist, genutzt werden.

## Anti-Image-Korrelationsmatrix
Die Anti-Image-Korrelationsmatrix enthält außerhalb der Diagonalen die negativen partiellen Korrelationen {\displaystyle p_{jk}} zwischen zwei Indikatoren. Diese geben an, wie groß die Korrelation zwischen zwei Indikatoren ist, wenn man den Einfluss aller anderen Indikatoren eliminiert.
Stehen hinter dem Datensatz gemeinsame Faktoren und lädt jeder Faktor auf mindestens drei Indikatoren, dann sollten die partiellen Korrelationen nahe bei Null sein.
Auf der Diagonalen der Anti-Image-Korrelationsmatrix stehen die measures of sampling adequacy. Diese beschreiben aus mathematischer Sicht, wie angemessen die Auswahl der Stichprobe ist.

## Measure of sampling adequacy
Das measure of sampling adequacy berechnet sich für jeden Indikator als
{\displaystyle MSA_{j}={\frac {\displaystyle \sum _{k\neq j}r_{jk}^{2}}{\displaystyle \sum _{k\neq j}r_{jk}^{2}+\sum _{k\neq j}p_{jk}^{2}}}}
und gibt an, inwieweit ein Indikator für eine Faktoranalyse geeignet ist. Hierbei ist {\displaystyle r_{jk}} die Korrelation zwischen der in Frage stehenden Variablen und einer anderen, und {\displaystyle p_{jk}} die partielle Korrelation. Es kann Werte zwischen null und eins annehmen. Sind alle partiellen Korrelationen null, dann ist {\displaystyle MSA_{j}=1}. Ist das {\displaystyle MSA_{j}<0{,}5}, dann gilt dieser Indikator als ungeeignet, ab 0,6 als brauchbar und von Werten über 0,8 als gut.

## Kaiser-Meyer-Olkin-Kriterium
Das Kaiser-Meyer-Olkin-Kriterium berechnet sich als
{\displaystyle KMO={\frac {\displaystyle {\underset {j\neq k}{\sum \sum }}r_{jk}^{2}}{\displaystyle {\underset {j\neq k}{\sum \sum }}r_{jk}^{2}+{\underset {j\neq k}{\sum \sum }}p_{jk}^{2}}}}
Das Kriterium kann Werte zwischen null und eins annehmen. Kaiser, Meyer und Olkin sind der Ansicht, dass ein Wert unter 0,5 auf dieser Hauptdiagonale nicht tragbar sei.

## Beispiel
Im Mikrozensus 2002 wurde erhoben, wie oft die Befragten im Februar bis April Samstagsarbeit (EF147), Sonn-/Feiertagsarbeit (EF148), Abendarbeit (EF149), Nachtarbeit (EF150), Nachtarbeitsstunden (EF151), Schichtarbeit (EF152) bzw. Arbeit zu Hause (EF163) geleistet haben.
Das Kaiser-Meyer-Olkin-Kriterium (rot) ergibt sich zu 0,600 und diese sieben Indikatoren sind damit gerade so für eine Faktorenanalyse geeignet. Das Measure of adequacy (gelb) zeigt, dass insbesondere die Indikatoren Samstagsarbeit und Sonn-/Feiertagsarbeit gerade so akzeptabel sind. Eine Herausnahme dieser beiden Indikatoren würde das Kaiser-Meyer-Olkin-Kriterium erhöhen. Der höchste Wert in der Anti-Image-Korrelation für eine partielle Korrelation (grün) mit 0,515 findet sich auch zwischen diesen beiden Indikatoren.